# Los Romeros
Los Romeros (ou The Romero Guitar Quartet) est un quatuor de guitare, parfois connu sous le nom de « La famille royale de la guitare », entièrement composé de membres de la famille Romero.

## Historique
Le quatuor a été fondé en 1960 par Celedonio Romero, qui a grandi en Espagne. Ses trois fils, Angel, Celin et Pepe, ont fait leurs débuts à l'âge de sept ans. En 1957, les Romeros ont déménagé aux États-Unis, où ils continuent de résider.
En 1990, Angel quitte le quatuor et il est remplacé par le fils de Celin, Celino ; en 1996, Celedonio Romero meurt et il est remplacé par le fils d'Angel, Lito.

## Membres
Le quatuor de guitares Romero est formé de :
- 1960-1990 : Celedonio Romero, Celin Romero, Pepe Romero, Angel Romero
- 1990-1996 : Celedonio Romero, Celin Romero, Pepe Romero, Celino Romero
- 1996- : Celin Romero, Pepe Romero, Celino Romero, Lito Romero